# 贝利·奥尔特
貝利·奧爾特（英語：Bailey Olter，1932年3月27日—1999年2月16日），第3任密克羅尼西亞聯邦總統，在任時間是1991年到1997年。

## 生平
貝利畢業於美國夏威夷大學，在擔任總統之前，曾經做過家鄉波納佩島的地方代表，參議員和議會財經委員會主席，1965年成為第一屆密克羅尼西亞議會副議長，之後又擔任過密聯邦未來政治地位和過渡委員會副主席，為國家獨立做準備。1985年代替辭職的皮特勒斯·通，擔任密聯邦開國總統中山利雄的副總統到1987年，之後在1991年擊敗尋求連任的總統約翰·哈格萊爾加姆，擔任第三任總統，並在1992年9月訪問中華人民共和國，得到中國國家主席楊尚昆熱烈歡迎，又和中國國家總理李鵬會面。直到1996年7月他因為中風而需要離職，1997年任期屆滿後由副總統雅各布·尼納接任，此前雅各布已經是代理總統，但名義上貝利依然是總統。貝利於1997年退休，並於1999年去世。